# Ray Finnigan
Raymond William Finnigan (sinh ngày 22 tháng 1 năm 1947) là một cựu cầu thủ bóng đá người Anh thi đấu ở Football League cho Darlington. A hậu vệ, Finnigan bắt đầu sự nghiệp với tư cách học việc với Newcastle United, nhưng không bao giờ thi đấu cho họ ở giải vô địch, và tiếp tục thi đấu bóng đá non-league cho Gateshead. Sau đó ông làm việc trong ngành công nghiệp xe máy.